# Amyris staminosa
Amyris staminosa là một loài thực vật có hoa trong họ Cửu lý hương. Loài này được Lundell mô tả khoa học đầu tiên năm 1960.